# Монтгомери, Арчибальд, 11-й граф Эглинтон
 Арчибальд Монтгомери, 11-й граф Эглинтон (18 мая 1726 — 30 октября 1796) — британский дворянин, генерал и политик. Глава шотландского клана Монтгомери. Участвовал в Семилетней войне на североамериканском континенте, где он служил вместе с Джорджем Вашингтоном. Покровитель поэта Роберта Бёрнса.

## Раннии годы
Родился 18 мая 1726 года в графстве Эршир, Шотландия. Сын Александра Монтгомери, 9-го графа Эглинтона (ок. 1660—1729), и Сюзанны Кеннеди (1690—1780). Монтгомери был одним из двадцати детей 9-го графа Эглинтона. В юности Монтгомери получил образование в Итоне, а затем поступил в Винчестерский колледж. В 13 лет Арчибальд Монтгомери вступил в британскую армию.

## Военная карьера
Монтгомери был зачислен в полк «Шотландские серые» в звании корнета. Он служил в этом звании с 1739 по 1740 год.  В 1751 году он стал майором 36-го полка, и был назначен подполковником полка 4 января 1757 года. 
В начале Семилетней войны Арчибальд Монтгомери сформировал 77-й пехотный полк, известный как «Горцы Монтгомери». Этот полк был отправлен в американские колонии в 1757 году, и Монтгомери был передан под командование генерала Амхерста. Монтгомери и его полк вместе с Джорджем Вашингтоном и Генри Буке присоединились к экспедиции Форбса против форта Дюкен в 1758 году. В 1760 году он командовал экспедицией против чероки во время англо-черокской войны. Экспедиция Монтгомери, в которую входило 1200 человек, в конечном итоге потерпела неудачу в своей миссии, но сумела опустошить земли нижних чероки. Монтгомери возглавил нападение на Нижние города чероки и разрушил несколько деревень чероки, включая главный город Кеови. Он потерпел поражение от чероки в 1760 году в сражении при Эхои и был вынужден отступить обратно в форт Принс-Джордж, не сумев выполнить свою миссию по снятию осады форта Лаудун.

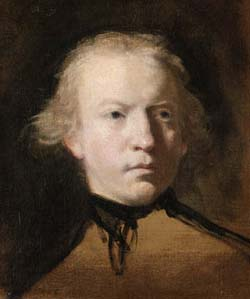
Арчибальд Монтгомери, художник — Джошуа Рейнольдс

В 1767—1795 годах Арчибальд Монтгомери был полковником 51-го пехотного полка. Во время службы в 51-м полку Монтгомери участвовал в Войнах против революционной Франции. Он поднялся по карьерной лестнице в британской армии и стал генерал-майором в 1772 году. Впоследствии он стал генерал-лейтенантом, в 1777 году, и в 1793 году получил звание полного генерала. С 1795 по 1796 год Монтгомери был полковником Королевских шотландских серых (2-го Драгунского).

## Политическая карьера
Арчибальд Монтгомери баллотировался от партии вигов в 1761 году и был избран депутатом сразу от двух мест: он отказался быть представителем Уигтаун-Бурга, и стал представителем от Эршира. Он служил в Палате общин с 1761 по 1768 год. В 1761 году Монтгомери стал конюшим королевы Шарлотты. Он был назначен управителем замка Дамбартон в 1764 году, заместителем смотрителя парка Сент-Джеймс и заместителем смотрителя Гайд-парка в 1766 году.

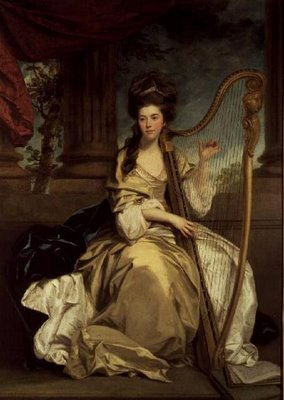
Первая жена Монтгомери леди Джин (Джейн) Линдси.

24 октября 1769 года бездетный старший брат Арчибальда Монтгомери, Александр Монтгомери, 10-й граф Эглинтон (1723—1769), был убит Мунго Кэмпбеллом после спора о том, может ли Кэмпбелл носить оружие на территории графа Эглинтона. 10-й граф умер рано утром 25 октября 1769 года, и Арчибальда Монтгомери унаследовал титулы 11-го графа Эглинтона и 12-го лорда Монтгомери.
Великий магистр масонской ложи Килуиннинг с 1771 по 1796 год. В 1776 году Арчибальд Монтгомери был избран одним из шестнадцати шотландских пэров-представителей и переизбирался в 1780, 1784 и 1790 годах. Монтгомери был назначен губернатором Эдинбургского замка в 1782 году и служил лордом-лейтенантом Эршира в 1794—1796 годах. Монтгомери был также покровителем поэта Роберта Бёрнса. Бёрнс и Монтгомери поддерживали связь до самой смерти последнего.
Арчибальд Монтгомери умер 30 октября 1796 года в замке Эглинтон. Графство перешло к троюродному брату Хью Монтгомери, 12-му графу Эглинтону. Однако большая часть богатства Арчибальда Монтгомери досталась его дочери Мэри, чей сын в конечном итоге стал 13-м графом Эглинтон.
В Виндзорском замке находится портрет Монтгомери. Король Великобритании Вильгельм IV предложил его обратно семье, но 13-й граф Эглинтон отказался. Он считал, что для него большая честь иметь портрет своего деда в Виндзорском замке.

## Личная жизнь

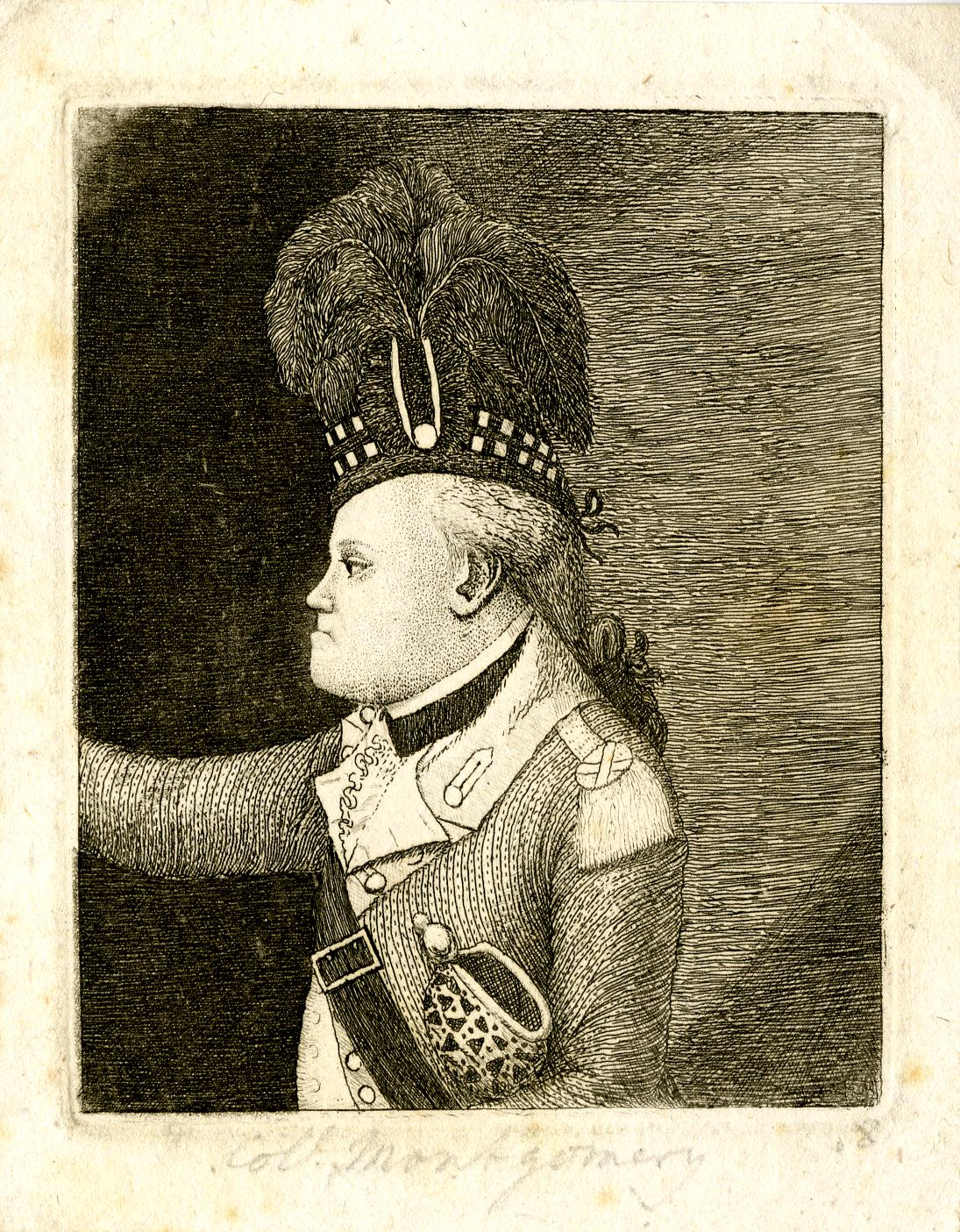
Карикатура Джона Кея на графа Эглинтона

Арчибальд Монтгомери был женат дважды. 30 марта 1772 года он женился первым браком на леди Джин (Джейн) Линдси (? — 22 января 1778), дочери Джорджа Линдси-Кроуфорда, 21-го графа Кроуфорда (1723—1781), и леди Джин Гамильтон. Джин умерла в 1778 году, не оставив потомства.
9 августа 1783 года Арчибальд Монтгомери женился на Фрэнсис Твисден (1763 — после 1795), дочери сэра Уильяма Твисдена, 6-го баронета, и Мэри Джервис. Они развелись 6 февраля 1788 года из-за её романа с Дугласом Гамильтоном, 8-м герцогом Гамильтоном, от которого у нее якобы родилась дочь.
У него и Фрэнсис было двое детей:
- Леди Мэри Монтгомери (5 марта 1787 — 12 июня 1848). Мэри была замужем за лордом Арчибальдом Монтгомери. Их сын, Арчибальд Монтгомери, 13-й граф Эглинтон, в конечном итоге унаследовал графский титул. Именно через Мэри соединились прямые и мужские линии семьи Монтгомери, что вернуло ее потомкам графство Эглинтон. После смерти лорда Хью она вышла замуж за сэра Чарльза Лэмба, 2-го баронета[20].
- Леди Сюзанна Монтгомери (26 мая 1788 — 16 ноября 1805). Сюзанна умерла незамужней. Её настоящим отцом, возможно, был Дуглас Гамильтон[5][20].